# Eslettes
Eslettes és un municipi francès situat al departament del Sena Marítim i a la regió de Normandia. L'any 2007 tenia 1.507 habitants.

## Demografia

### Població
El 2007 la població de fet d'Eslettes era de 1.507 persones. Hi havia 524 famílies de les quals 52 eren unipersonals (20 homes vivint sols i 32 dones vivint soles), 178 parelles sense fills, 250 parelles amb fills i 44 famílies monoparentals amb fills.
La població ha evolucionat segons el següent gràfic:
Habitants censats

### Habitatges
El 2007 hi havia 532 habitatges, 524 eren l'habitatge principal de la família, 3 eren segones residències i 5 estaven desocupats. 528 eren cases i 4 eren apartaments. Dels 524 habitatges principals, 447 estaven ocupats pels seus propietaris, 76 estaven llogats i ocupats pels llogaters i 1 estava cedit a títol gratuït; 6 tenien dues cambres, 46 en tenien tres, 175 en tenien quatre i 297 en tenien cinc o més. 458 habitatges disposaven pel capbaix d'una plaça de pàrquing. A 174 habitatges hi havia un automòbil i a 335 n'hi havia dos o més.

### Piràmide de població
La piràmide de població per edats i sexe el 2009 era:
| Homes | Edats   | Dones |
| ----- | ------- | ----- |
| 0     | 95 o +  | 0     |
| 0     | 90 a 94 | 0     |
| 4     | 85 a 89 | 0     |
| 0     | 80 a 84 | 12    |
| 12    | 75 a 79 | 12    |
| 8     | 70 a 74 | 8     |
| 24    | 65 a 69 | 12    |
| 24    | 60 a 64 | 8     |
| 28    | 55 a 59 | 40    |
| 68    | 50 a 54 | 80    |
| 88    | 45 a 49 | 80    |
| 52    | 40 a 44 | 48    |
| 84    | 35 a 39 | 56    |
| 36    | 30 a 34 | 64    |
| 20    | 25 a 29 | 24    |
| 36    | 20 a 24 | 40    |
| 56    | 15 a 19 | 56    |
| 64    | 10 a 14 | 56    |
| 44    | 5 a 9   | 92    |
| 28    | 0 a 4   | 40    |

## Economia
El 2007 la població en edat de treballar era de 1.037 persones, 748 eren actives i 289 eren inactives. De les 748 persones actives 710 estaven ocupades (358 homes i 352 dones) i 39 estaven aturades (26 homes i 13 dones). De les 289 persones inactives 117 estaven jubilades, 108 estaven estudiant i 64 estaven classificades com a «altres inactius».

### Ingressos
El 2009 a Eslettes hi havia 525 unitats fiscals que integraven 1.494 persones, la mediana anual d'ingressos fiscals per persona era de 20.337 €.

### Activitats econòmiques
Dels 43 establiments que hi havia el 2007, 1 era d'una empresa extractiva, 1 d'una empresa de fabricació de material elèctric, 5 d'empreses de fabricació d'altres productes industrials, 14 d'empreses de construcció, 11 d'empreses de comerç i reparació d'automòbils, 3 d'empreses de transport, 1 d'una empresa financera, 3 d'empreses de serveis i 4 d'entitats de l'administració pública.
Dels 13 establiments de servei als particulars que hi havia el 2009, 1 era un taller de reparació d'automòbils i de material agrícola, 1 paleta, 2 guixaires pintors, 3 fusteries, 2 lampisteries, 2 electricistes, 1 empresa de construcció i 1 perruqueria.
Dels 2 establiments comercials que hi havia el 2009, 1 era una sabateria i 1 una botiga de mobles.
L'any 2000 a Eslettes hi havia 8 explotacions agrícoles.

## Equipaments sanitaris i escolars
El 2009 hi havia 1 escola maternal i 1 escola elemental.

## Poblacions més properes
El següent diagrama mostra les poblacions més properes.